# Егра (река)
Егра — река в России, протекает в Кичменгско-Городецком районе Вологодской области. Устье реки находится в 35 км по правому берегу реки Шарженьга. Длина реки составляет 13 км.
Исток реки находится на Северных Увалах в болотах в 30 км к северо-западу от села Кичменгский Городок. Генеральное направление течения — юго-восток. Всё течение проходит по ненаселённому холмистому лесному массиву. Приток — Ионовка (левый). Впадает в Шарженьгу выше покинутой деревни Высокая Грива.

## Данные водного реестра
По данным государственного водного реестра России и геоинформационной системы водохозяйственного районирования территории РФ, подготовленной Федеральным агентством водных ресурсов:
- Бассейновый округ — Двинско-Печорский;
- Речной бассейн — Северная Двина;
- Речной подбассейн — Малая Северная Двина;
- Водохозяйственный участок — Юг;
- Код водного объекта — 03020100212103000010910.